# 高叡 (唐朝)
高叡（7世纪？—698年），雍州万年县人。武周官员。

## 生平
隋朝尚书左仆射高熲之孙。父高表仁，谷州刺史。早年舉明经科，授通义县（治所在今四川眉山县）令，政绩卓著。官至赵州（治所在今河北赵县）刺史。武则天圣历初年（698年）突厥可汗默啜入境掳掠，高叡固守，當時默啜日夜攻城，形势危急。赵州长史唐波若暗中投降，高叡發覺唐波若的意图，但无力阻止。高叡上吊自杀未遂，與妻秦氏同時被俘。不屈被殺。诏赠高叡冬官尚书。有子高仲舒。

## 事迹
1. 曾任通义令，有政绩，當地人“刻石载德”；
2. 默啜入侵之初，部下曾建議高叡投降，但高叡拒绝了这个建議；
3. 默啜退却之后，“唐波若伏诛，家口籍没”，武则天下制：“故赵州刺史高睿，狂贼既至，死节不降；长史唐波若，不能固城，相率归贼。高睿已加褒柱，波若等身死破家。赏罚既行，须敦惩劝，宜颁示天下，咸使知闻。”

## 妻
秦氏，在《新唐书·列女传》有传。赵州陷落，高叡服药不死，送至默啜处，默啜给他看窦带异袍，说：“降我，赐你当官；不降，就死。”高叡看着秦氏，秦氏说：“君受天子恩，当以死报，贼人的一品官又有什么荣耀？”从此夫妻二人都闭眼不语。默啜知不可屈，于是把他们杀了。

## 延伸阅读
[在维基数据编辑]
 《舊唐書/卷187上》，出自刘昫《舊唐書》